# Miesiąc gwiazdowy
Miesiąc gwiazdowy, miesiąc syderyczny (łac. sidus, dop. sideris – gwiazda) – średni czas obiegu Księżyca wokół Ziemi. Miesiąc gwiazdowy trwa 27 dni 7 godzin 43 minuty i 11,5 sekundy. Jest więc krótszy od miesiąca synodycznego.